# 1189 Терентія
1189 Терентія (1189 Terentia) — астероїд головного поясу, відкритий 17 вересня 1930 року.
Тіссеранів параметр щодо Юпітера — 3,244.